# Encyclia
Encyclia Hook., 1828 è un genere di piante della famiglia Orchidaceae (sottofamiglia: Epidendroideae, tribù: Epidendreae, sottotribù: Laeliinae).
Il nome deriva dal greco enkykleomai ("circondare"),  riferendosi ai lobi laterali del labello che circondano il ginostemio. 

## Descrizione
Il genere comprende specie epifite. La maggior parte delle specie hanno foglie rigide e resistenti alla siccità, e grandi pseudobulbi a forma di cipolla. I fiori sono raccolti in una infiorescenza apicale. Questo genere è impollinato da api e uccelli. Ci sono normalmente otto pollinii, ma in alcuni sottogruppi questi sono ridotti a quattro. 

## Distribuzione e habitat
Le specie del genere Encyclia si trovano in Florida, ai Caraibi, in Messico, e altre regioni tropicali americane. 
Cresce nelle foreste pianeggianti ad altitudini di oltre 1000 metri. La maggior parte di queste specie si trovano nelle foreste stagionalmente secche, dove l'umidità tende a rimanere alta per tutto l'anno, anche se le precipitazioni sono infrequenti, a volte manca per mesi. Essi sono più comuni nelle secche foreste di querce.

## Tassonomia
Le specie di questo genere erano originariamente incluse nel genere Epidendrum, fino a quando William Jackson Hooker lo ha separato nel 1828. La ricerca cladistica ha confermato il carattere monofiletico del raggruppamento.
I generi Euchile, Prosthechea e Dinema sono stati separati da Encyclia in base all'analisi morfologica. Sulpitia Raf. è un sinonimo di Encyclia.
 Encyclia  può ibridare con generi correlati. E. tampensis è spesso coltivata per i suoi ibridi attraenti.

## Coltivazione
Molte specie di questo genere sono coltivate come piante ornamentali. I fiori possono durare più di un mese. Sono innaffiabili in sovrabbondanza e richiedono solo una nebulizzazione periodica durante l'inverno.
L'abbreviazione nel commercio orticolo è E.
Alcune specie sono profumate;  Encyclia fragrans  produce fiori al profumo di vaniglia.
Le piante hanno rizomi in continua crescita che possono creare una grande massa. In natura le piante liberano i pseudobulbi più anziani. Nella coltivazione potrebbero non riuscire a dividersi, così i coltivatori li dividono a mano per evitare che le piante formino cumuli ingombranti.